# Färöische Fußballmeisterschaft 2005
Die Färöische Fußballmeisterschaft 2005 wurde in der Formuladeildin genannten ersten färöischen Liga ausgetragen und war insgesamt die 63. Saison. Sie startete am 28. März 2005 und endete am 22. Oktober 2005.
Aufsteiger TB Tvøroyri kehrte nach zwei Jahren in die höchste Spielklasse zurück. Meister wurde B36 Tórshavn, die den Titel somit zum achten Mal erringen konnten. Titelverteidiger HB Tórshavn landete auf dem dritten Platz. Absteigen musste hingegen TB Tvøroyri nach einem Jahr Erstklassigkeit.
Im Vergleich zur Vorsaison verschlechterte sich die Torquote auf 3,21 pro Spiel. Den höchsten Sieg erzielte HB Tórshavn mit einem 9:0 im Heimspiel gegen ÍF Fuglafjørður am 16. Spieltag. Das torreichste Spiel absolvierten KÍ Klaksvík und NSÍ Runavík am letzten Spieltag, welches 5:6 endete.

## Modus
In der Formuladeildin spielte jede Mannschaft erstmals an 27 Spieltagen jeweils drei Mal gegen jede andere. Aufgrund der Vorjahresplatzierung trugen HB Tórshavn, B36 Tórshavn, Skála ÍF, KÍ Klaksvík und VB/Sumba ein zusätzliches Heimspiel aus. Die punktbeste Mannschaft zu Saisonende stand als Meister dieser Liga fest, die letzte Mannschaft stieg in die 1. Deild, die färöische Zweitklassigkeit, ab. Bei Punktgleichheit entschied der direkte Vergleich. Der Neuntplatzierte musste zudem noch zwei Relegationsspiele gegen den Zweitplatzierten der 1. Deild um den Verbleib in der Formuladeildin austragen.

## Saisonverlauf

### Meisterschaftsentscheidung
Nach drei Spieltagen belegte ÍF Fuglafjørður punktgleich mit KÍ Klaksvík den ersten Platz, nachdem beide zwei Siege und ein Unentschieden aufweisen konnten. Dahinter lag mit fünf Punkten Skála ÍF, welche am nächsten Spieltag durch ein 2:0 bei KÍ und der gleichzeitigen Niederlage von ÍF gegen B36 Tórshavn die Führung übernahmen. Dies währte jedoch nur einen weiteren Spieltag, da das Heimspiel am fünften Spieltag mit 0:1 gegen VB/Sumba verloren wurde. Neuer Spitzenreiter war nach drei Siegen in Folge B36 Tórshavn. Einen großen Vorsprung konnten diese jedoch nie erarbeiten, maximal betrug dieser zwei Punkte. Nach einem 0:0 gegen TB Tvøroyri am 13. Spieltag erreichte HB Tórshavn kurzfristig Platz eins. Aufgrund einer 1:2-Heimniederlage gegen Skála ÍF stand nach dem nächsten Spieltag wieder B36 vorne. Absetzen konnten sie sich erneut nicht, vom 15. bis zum 19. Spieltag war der Tabellenzweite und teilweise sogar der Tabellendritte jeweils punktgleich. Nach der 0:1-Auswärtsniederlage bei NSÍ Runavík am 20. Spieltag wechselte die Führung wieder zu Skála ÍF, mehr als drei Punkte konnten sie sich jedoch auch nicht vom Zweiten entfernen. Nach drei Unentschieden in Folge konnte B36, die ihrerseits in diesem Zeitraum vier Punkte mehr als Skála einfuhren, erneut den ersten Platz erobern. Am letzten Spieltag fiel die Entscheidung um die Meisterschaft. Das Spitzenspiel zwischen dem Erstplatzierten B36 Tórshavn und dem zuvor Zweitplatzierten HB Tórshavn konnte B36 mit 2:1 für sich entscheiden und stand somit als Meister fest. Nach anfänglichen Rückstand in der 45. Minute drehte B36 noch die Partie, der Siegtreffer fiel in der 74. Minute. Skála ÍF kam nicht über ein 2:2 gegen GÍ Gøta hinaus, konnte dadurch allerdings noch an HB vorbeiziehen, wobei in der Schlussminute zunächst Skála die Führung erzielte, welche wenig später durch GÍ wieder ausgeglichen wurde.

### Abstiegskampf
In den Abstiegskampf waren lange Zeit fünf Mannschaften involviert. TB Tvøroyri stand hierbei nach vier Spieltagen am Tabellenende, am fünften Spieltag konnte dieses nach einem 3:0-Sieg im Heimspiel gegen EB/Streymur wieder verlassen werden. Durch weitere Siege kletterte die Mannschaft am neunten Spieltag auf den fünften Platz, was deren höchste Saisonplatzierung entsprach. Danach folgte jedoch bis zum 24. Spieltag eine Durststrecke von 14 sieglosen Spielen in Folge, so dass ab dem 15. Spieltag durchgängig der letzte Platz belegt wurde.
GÍ Gøta verlor die ersten drei Spiele. Die vierte Begegnung wurde bei VB/Sumba mit 1:0 gewonnen und der letzte Platz konnte für einen Spieltag wieder verlassen werden. Zwischen dem zehnten und zwölften Spieltag wurden die nächsten Siege gefeiert, so dass eine Verbesserung auf Platz sieben erreicht werden konnte, am 15. Spieltag stand GÍ sogar auf Platz sechs. Dieser konnte bis zum 21. Spieltag weitestgehend gehalten werden, danach folgten jedoch nur noch Niederlagen und der Absturz auf Rang acht am 24. Spieltag.
VB/Sumba startete mit zwei Siegen, einem Unentschieden und zwei Niederlagen in die Saison, am fünften Spieltag wurde der fünfte Platz belegt. Danach blieb die Mannschaft zunächst sieglos, so dass am elften Spieltag erstmals das Tabellenende geziert wurde. Erst durch weitere Siege ab dem 13. Spieltag konnte am 17. Spieltag wieder Rang sechs belegt werden. In den nächsten Spielen sprang jedoch wieder kein Sieg heraus, ab dem 21. Spieltag stand die Mannschaft auf Platz neun.
KÍ Klaksvík erwischte mit zwei Siegen und einem Unentschieden sowie dem daraus resultierenden zweiten Platz einen sehr guten Start in die Saison. Bis zum neunten Spieltag musste jedoch auf den nächsten Sieg gewartet werden, der Absturz auf Rang acht folgte. Nach zwei Siegen folgten weitere acht Niederlagen in Folge, ab dem 15. Spieltag belegte KÍ daraufhin den Relegationsplatz. Erst am 21. Spieltag konnte dieser wieder verlassen werden und eine Verbesserung bis auf den sechsten Platz wurde erzielt.
Durch zwei Siege und ein weiteres Unentschieden stand ÍF Fuglafjørður am zweiten und dritten Spieltag an der Tabellenspitze. Von den nächsten elf Partien konnte jedoch nur eine einzige gewonnen werden, was den Absturz auf den letzten Platz zur Folge hatte. Da die Mannschaften in der unteren Tabellenhälfte sehr dicht beieinander lagen, den sechsten Platz trennte vom Tabellenende nur ein Punkt, gelang durch einen Sieg am 15. Spieltag der Sprung auf Rang sieben. In der Folge pendelte die Mannschaft zwischen dem sechsten und achten Platz.
Drei Spieltage vor Schluss lag ÍF Fuglafjørður auf dem sechsten Platz sieben Punkte vor dem Letzten, TB Tvøroyri. Diese gewannen ihr nächstes Spiel gegen Skála ÍF mit 1:0 und tauschten mit VB/Sumba die Plätze. GÍ Gøta verblieb durch eine Niederlage auf dem achten Platz, ÍF Fuglafjørður und KÍ Klaksvík spielten jeweils unentschieden. VB/Sumba gewann am nächsten Spieltag bei TB Tvøroyri mit 2:0, alle anderen Teams verloren ihre Spiele. Dadurch sicherte sich ÍF allerdings den Klassenerhalt und VB/Sumba kletterte auf Platz acht. Somit fiel die Entscheidung um den Abstieg und den Relegationsteilnehmer erst am letzten Spieltag. KÍ Klaksvík verlor zwar sein letztes Spiel mit 5:6 gegen NSÍ Runavík und VB/Sumba spielte nur 1:1 gegen EB/Streymur, aber weder GÍ Gøta (2:2 bei Skála ÍF) noch Aufsteiger TB Tvøroyri (0:0 bei ÍF Fuglafjørður) konnten Nutzen daraus schlagen. Somit verblieben alle Mannschaften der unteren Tabellenhälfte auf ihren Plätzen. In der 52. Minute fiel der Ausgleich für VB/Sumba, GÍ Gøta hingegen kassierte in einer turbulenten Schlussphase erst einen Rückstand, welcher wenig später egalisiert werden konnte. Aufgrund des direkten Vergleichs hätten sich sowohl VB/Sumba als auch GÍ Gøta bei einer Niederlage um einen Platz verschlechtert.

## Abschlusstabelle
| Pl. | Verein             | Sp. | S  | U  | N  | Tore    | Diff. | Punkte |
| --- | ------------------ | --- | -- | -- | -- | ------- | ----- | ------ |
| 1.  | B36 Tórshavn       | 27  | 15 | 9  | 3  | 038:170 | +21   | 54     |
| 2.  | Skála ÍF           | 27  | 13 | 11 | 3  | 055:300 | +25   | 50     |
| 3.  | HB Tórshavn (M, P) | 27  | 15 | 5  | 7  | 066:350 | +31   | 50     |
| 4.  | NSÍ Runavík        | 27  | 14 | 8  | 5  | 058:440 | +14   | 50     |
| 5.  | EB/Streymur        | 27  | 11 | 10 | 6  | 048:350 | +13   | 43     |
| 6.  | ÍF Fuglafjørður    | 27  | 6  | 9  | 12 | 032:570 | −25   | 27     |
| 7.  | KÍ Klaksvík        | 27  | 7  | 4  | 16 | 040:520 | −12   | 25     |
| 8.  | VB/Sumba 1         | 27  | 6  | 6  | 15 | 036:570 | −21   | 24     |
| 9.  | GÍ Gøta            | 27  | 6  | 5  | 16 | 035:580 | −23   | 23     |
| 10. | TB Tvøroyri (N)    | 27  | 5  | 7  | 15 | 026:490 | −23   | 22     |

Platzierungskriterien: 1. Punkte – 2. Direkter Vergleich (Punkte, Tordifferenz, geschossene Tore) – 3. Tordifferenz – 4. geschossene Tore

| (M) | Meister 2004                        |
| (P) | Pokalsieger 2004                    |
| (N) | Neuaufsteiger aus der 2. Deild 2004 |

## Spiele und Ergebnisse
|                 | B36 | B36 | EB/S | EB/S | GÍ  | GÍ  | HB  | HB  | ÍF  | ÍF  | KÍ  | KÍ  | NSÍ | NSÍ | Skála | Skála | TB  | TB  | VB/S | VB/S |
| --------------- | --- | --- | ---- | ---- | --- | --- | --- | --- | --- | --- | --- | --- | --- | --- | ----- | ----- | --- | --- | ---- | ---- |
| B36 Tórshavn    |     |     | 1:0  | 0:1  | 3:0 | 3:1 | 0:0 | 2:1 | 1:1 |     | 2:1 | 0:0 | 0:1 | 2:0 | 2:2   |       | 0:0 |     | 1:0  |      |
| EB/Streymur     | 1:2 |     |      |      | 1:1 |     | 4:0 |     | 2:2 | 1:1 | 1:0 |     | 2:2 | 2:2 | 0:0   | 0:1   | 3:0 |     | 1:1  | 6:1  |
| GÍ Gøta         | 1:2 |     | 1:2  | 1:5  |     |     | 0:2 |     | 3:0 |     | 1:2 | 1:2 | 0:0 | 1:5 | 2:3   | 1:4   | 2:1 |     | 1:1  |      |
| HB Tórshavn     | 1:1 |     | 4:0  | 3:0  | 3:1 | 4:1 |     |     | 6:0 | 9:0 | 2:1 |     | 2:1 | 3:1 | 1:2   |       | 3:1 | 4:1 | 2:1  |      |
| ÍF Fuglafjørður | 0:2 | 0:2 | 2:3  |      | 4:3 | 1:3 | 1:1 |     |     |     | 0:3 | 3:0 | 1:2 |     | 0:0   |       | 1:0 | 0:0 | 3:3  |      |
| KÍ Klaksvík     | 0:2 |     | 0:1  | 2:4  | 1:2 |     | 4:3 | 2:3 | 0:2 |     |     |     | 2:3 | 5:6 | 0:2   | 0:0   | 6:1 |     | 1:1  | 5:1  |
| NSÍ Runavík     | 1:0 |     | 2:5  |      | 1:1 |     | 2:1 |     | 1:1 | 4:1 | 1:0 |     |     |     | 1:0   | 3:3   | 1:1 | 2:0 | 5:1  | 3:1  |
| Skála ÍF        | 1:1 | 2:2 | 1:1  |      | 2:2 |     | 4:3 | 1:1 | 3:3 | 2:1 | 4:0 |     | 3:1 |     |       |       | 5:1 | 2:0 | 0:1  | 3:1  |
| TB Tvøroyri     | 0:0 | 1:2 | 3:0  | 1:1  | 3:0 | 3:1 | 1:2 |     | 0:1 |     | 0:0 | 1:2 | 4:4 |     | 1:0   |       |     |     | 0:2  |      |
| VB/Sumba        | 0:3 | 1:2 | 1:1  |      | 0:1 | 0:3 | 1:0 | 2:2 | 0:1 | 3:2 | 5:1 |     | 2:3 |     | 1:5   |       | 0:1 | 5:1 |      |      |

## Relegation
Die beiden Relegationsspiele zwischen dem Neunten der Formuladeildin und dem Zweiten der 1. Deild wurden am 26. und 29. Oktober 2005 ausgetragen.
| Datum                                             |            | Ergebnis  |            | Torschützen                                                                                               |
| ------------------------------------------------- | ---------- | --------- | ---------- | --- |
| 26. Oktober 2005                                  | GÍ Gøta    | 3:0 (1:0) | B71 Sandur | 1:0 Hans Jørgen Djurhuus (11.), 2:0 Krzysztof Popczynski (50.), 3:0 Hanus Jacobsen (81.)                  |
| 29. Oktober 2005                                  | B71 Sandur | 1:4 (1:2) | GÍ Gøta    | 1:0 Clayton Nascimento, 1:1 Krzysztof Popczynski, 1:2 Kaj Ennigarð, 1:3 Kaj Ennigarð, 1:4 Sverri Jacobsen |
| Gesamt:                                           | GÍ Gøta    | 7:1       | B71 Sandur | |
| damit verblieb GÍ Gøta in der Formuladeildin 2006 |            |           |            | |

## Torschützenliste
Bei gleicher Anzahl von Treffern sind die Spieler nach dem Nachnamen alphabetisch geordnet.

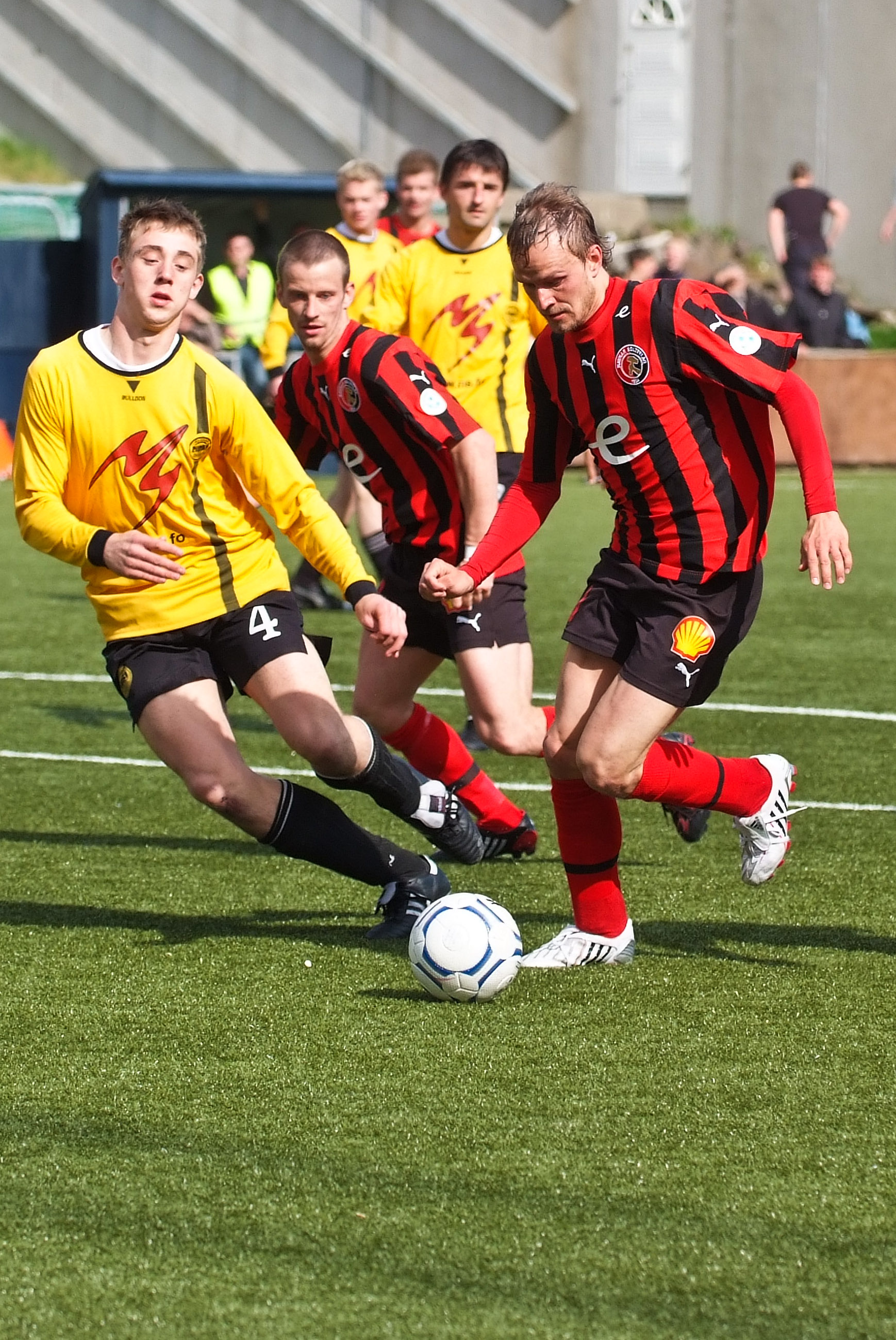
Torschützenkönig Christian Høgni Jacobsen am Ball

| Platz | Spieler                  | Mannschaft   | Tore |
| ----- | ------------------------ | ------------ | ---- |
| 1     | Christian Høgni Jacobsen | NSÍ Runavík  | 18   |
| 2     | Sorin Anghel             | EB/Streymur  | 16   |
| 3     | Jónhard Frederiksberg    | Skála ÍF     | 13   |
| 3     | Bogi Gregersen           | Skála ÍF     | 13   |
| 5     | Hans á Lag               | HB Tórshavn  | 11   |
| 5     | Allan Mørkøre            | B36 Tórshavn | 11   |
| 7     | Sámal Joensen            | GÍ Gøta      | 10   |
| 8     | Dan Djurhuus             | VB/Sumba     | 09   |
| 8     | Hjalgrím Elttør          | KÍ Klaksvík  | 09   |
| 8     | Heðin á Lakjuni          | KÍ Klaksvík  | 09   |
| 8     | Súni Olsen               | GÍ Gøta      | 09   |

## Trainer
| Mannschaft      | Trainer                 | Spieltage |
| --------------- | ----------------------- | --------- |
| B36 Tórshavn    | Sigfríður S. Clementsen | 01–27     |
| EB/Streymur     | Piotr Krakowski         | 01–27     |
| GÍ Gøta         | Krzysztof Popczynski    | 01–25     |
| GÍ Gøta         | Petur Mohr              | 26–27     |
| HB Tórshavn     | Heine Fernandez         | 01–21     |
| HB Tórshavn     | Julian Hansen           | 22–27     |
| ÍF Fuglafjørður | Petur Simonsen          | 01–27     |
| KÍ Klaksvík     | Ove Flindt Bjerg        | 01–07     |
| KÍ Klaksvík     | Oddbjørn Joensen        | 08–27     |
| NSÍ Runavík     | Trygvi Mortensen        | 01–27     |
| Skála ÍF        | Jóhan Nielsen           | 01–27     |
| TB Tvøroyri     | Milan Milanović         | 01–27     |
| VB/Sumba        | John Christensen        | 01–12     |
| VB/Sumba        | Dragan Kovacevic        | 13–27     |

Insgesamt vier Teams wechselten Trainer aus. KÍ Klaksvík und GÍ Gøta verschlechterten sich um eine Position auf den siebten beziehungsweise den neunten Platz, bei den beiden restlichen Mannschaften hatte der Trainerwechsel keine Auswirkungen auf die Tabellenplatzierung.

## Spielstätten
| Mannschaft      | Stadion          | Spielort     |
| --------------- | ---------------- | ------------ |
| B36 Tórshavn    | Gundadalur       | Tórshavn     |
| EB/Streymur     | Á Mølini         | Eiði         |
| GÍ Gøta         | Sarpugerði       | Norðragøta   |
| HB Tórshavn     | Gundadalur       | Tórshavn     |
| ÍF Fuglafjørður | Í Fløtugerði     | Fuglafjørður |
| KÍ Klaksvík     | Við Djúpumýrar   | Klaksvík     |
| NSÍ Runavík     | Við Løkin        | Runavík      |
| Skála ÍF        | Undir Mýruhjalla | Skáli        |
| TB Tvøroyri     | Sevmýri          | Tvøroyri     |
| VB/Sumba        | Á Eiðinum        | Vágur        |

## Schiedsrichter
Folgende Schiedsrichter, darunter auch jeweils einer aus Finnland und Schweden, leiteten die 135 Erstligaspiele:
| Name                   | Stammverein    | Spiele |
| ---------------------- | -------------- | ------ |
| Páll Augustinussen     | VB/Sumba       | 20     |
| Lassin Isaksen         | KÍ Klaksvík    | 19 1   |
| Dagfinn Olsen          | NSÍ Runavík    | 15     |
| Eiler Rasmussen        | Skála ÍF       | 15     |
| Georg Nolsøe Rasmussen | B36 Tórshavn   | 14     |
| Petur Reinert          | LÍF Leirvík    | 13     |
| Jens Petur Brattalíð   | VB/Sumba       | 12     |
| Birgir Sondum          | B36 Tórshavn   | 11     |
| Sune Johansen          | SÍF Sandavágur | 06     |
| Oddmar Andreasen       | HB Tórshavn    | 05     |
| Petur Skarðenni        | LÍF Leirvík    | 02     |
| Tony Asumaa            | –              | 01     |
| Rúni Gaardbo           | B68 Toftir     | 01     |
| Zarko Kovacevic        | –              | 01     |

In dieser Saison gab es den ersten Austausch von Schiedsrichtern mit anderen europäischen Ligen. Lassin Isaksen wurde für jeweils ein Spiel in der finnischen Veikkausliiga und der schwedischen Adeccoligaen eingesetzt, in der Formuladeildin leiteten dafür Tony Asumaa und Zarko Kovacevic jeweils ein Spiel.

## Die Meistermannschaft
In Klammern sind die Anzahl der Einsätze sowie die dabei erzielten Tore genannt.
| 1. | B36 Tórshavn |
|    | Fróði Benjaminsen (26/7) \| Johan Ellingsgaard (2/0) \| Jóhan V. Gunnarsson (2/0) \| Levi Hanssen (18/0) \| Bogi Hermansen (10/1) \| Eyðun H. Højgaard (11/1) \| Ingi Højsted (24/1) \| Herbert í Lon Jacobsen (15/0) \| Kenneth Jacobsen (24/1) \| Bárður H. Joensen (13/0) \| Niels Joensen (8/0) \| Dánjal Petur Johansen (1/0) \| Klæmint Matras (21/0) \| Bergur Midjord (25/5) \| Jákup Mikkelsen (27/0) \| Allan Mørkøre (27/11) \| Okeke Obele Onyebuchi (24/7) \| Thomas Hans Rubeksen (6/0) \| Ronnie Samuelsen (1/0) \| Alex José dos Santos (27/2) \| Heini í Skorini (1/0) \| Wellington Soares (9/0) \| Mikkjal K. Thomassen (23/2) \| Pól Thorsteinsson (25/0) ohne Einsatz: John Hansen \| Tórður Hentze \| Egin H. Høgnesen \| Magni Mohr \| Áki Mørk \| Magnus Emil Poulsen - Trainer: Sigfríður S. Clementsen |

## Auszeichnungen
Nach dem Saisonende gaben die Kapitäne und Trainer der zehn Ligateilnehmer sowie Pressemitglieder ihre Stimmen zur Wahl der folgenden Auszeichnungen ab:
- Spieler des Jahres: Jákup Mikkelsen (B36 Tórshavn)
- Torhüter des Jahres: Jákup Mikkelsen (B36 Tórshavn)
- Trainer des Jahres: Sigfríður S. Clementsen (B36 Tórshavn)
- Nachwuchsspieler des Jahres: Ingi Højsted (B36 Tórshavn)

## Nationaler Pokal
Im Landespokal gewann GÍ Gøta mit 4:1 gegen ÍF Fuglafjørður. Meister B36 Tórshavn wurde nach der zweiten Runde vom Pokal ausgeschlossen.

## Europapokal
2005/06 spielte HB Tórshavn als Meister des Vorjahres in der Qualifikation zur Champions League gegen FBK Kaunas (Litauen) und schied durch zwei Niederlagen (2:4 zu Hause und 0:4 in Kaunas) aus.
B36 Tórshavn spielte in der Qualifikation zum UEFA-Pokal. In der ersten Runde der Qualifikation konnte sich mit 1:1 und 2:1 gegen ÍBV Vestmannaeyjar (Island) durchgesetzt werden, in der zweiten Runde schied B36 jedoch mit 1:2 und 2:2 gegen FC Midtjylland (Dänemark) aus.
NSÍ Runavík spielte als Pokalfinalist des Vorjahres in der Qualifikation zum UEFA-Pokal. NSÍ schied durch zwei 0:3-Niederlagen gegen Liepājas Metalurgs (Lettland) aus.
Skála ÍF nahm am UI-Cup teil. Das Hinspiel in der ersten Runde gegen Tampere United (Finnland) wurde mit 0:2 verloren, das Rückspiel gewann Tampere United zu Hause mit 1:0.